# بخش جرسی (شهرستان لیکینگ، اوهایو)
بخش جرسی (به انگلیسی: Jersey Township) یک منطقهٔ مسکونی در ایالات متحده آمریکا است که در شهرستان لیکینگ، اوهایو واقع شده‌است.
 بخش جرسی ۷۰٫۵۶ کیلومتر مربع مساحت و ۲٬۷۴۰ نفر جمعیت دارد و ۳۶۶ متر بالاتر از سطح دریا واقع شده‌است.